# Lanmérin
Lanmérin (bret. Lanvilin) – miejscowość i gmina we Francji, w regionie Bretania, w departamencie Côtes-d’Armor.
Według danych na rok 1990 gminę zamieszkiwało 328 osób, a gęstość zaludnienia wynosiła 79 osób/km² (wśród 1269 gmin Bretanii Lanmérin plasuje się na 927. miejscu pod względem liczby ludności, natomiast pod względem powierzchni na miejscu 1043.).